# Voo United Airlines 585
O Voo United Airlines 585 foi um voo de passageiros programado em 3 de março de 1991 de Denver para Colorado Springs, Colorado, Estados Unidos, transportando 20 passageiros e 5 membros da tripulação a bordo. Durante a aproximação final para a pista 35 do Aeroporto de Colorado Springs, o avião sofreu uma pane no funcionamento do leme, fazendo a aeronave virasse e entrasse numa queda incontrolável. Não houve sobreviventes.
O NTSB foi inicialmente incapaz de resolver a causa do acidente, mas depois de acidentes e incidentes semelhantes envolvendo o Boeing 737, o acidente foi determinado como sendo causado por um defeito no projeto da unidade de controle de potência do leme do 737.

## Aeronave e tripulação
A aeronave envolvida foi um Boeing 737-291 prefixo N999UA. Seu primeiro voo foi realizado em 11 de maio de 1982, e logo foi entregue para a Frontier Airlines até 1986, quando a companhia aérea e o avião foram adquiridos pela United Airlines. Na data do acidente, a aeronave havia acumulado aproximadamente 26.000 horas de voo.
A tripulação de voo consistia no capitão Harold Green, de 52 anos, a primeira oficial Patricia Eidson, de 42 anos e 3 comissários de bordo. O capitão, que tinha mais de 10.000 horas como piloto da United Airlines, incluindo 1.732 horas no Boeing 737, foi considerado pelos colegas como um piloto experiente que sempre seguia os procedimentos operacionais padrões. A primeira oficial acumulou mais de 4.000 horas de voo, incluindo 1.077 horas no Boeing 737 e foi considerada pelo capitão Green como uma piloto muito competente.

## Acidente
O Voo 585 era um voo regular da United Airlines do Aeroporto Regional General Wayne A. Downing Peoria em Peoria, Illinois para Colorado Springs, Colorado, fazendo escalas intermediárias no Aeroporto Internacional Quad City em Moline, Illinois e no antigo Aeroporto Internacional de Stapleton em Denver, Colorado. Em 3 de março de 1991, o voo operou de Peoria para Denver normalmente sem incidentes.
Às 9:23 do horário local, o Voo 585 partiu de Denver com 20 passageiros e 5 membros da tripulação a bordo e estava programado para chegar em Colorado Springs às 09:46. Às 09:37, a aeronave foi liberada para uma abordagem visual da pista 35. A aeronave então virou repentinamente para a direita e inclinou o nariz para baixo. A tripulação tentou iniciar uma arremetida selecionando flaps de 15 graus e um aumento na potência do empuxo. A altitude diminuiu rapidamente e a aceleração aumentou para mais de 4 G até que a aeronave caiu no Widefield Park, a menos de quatro milhas (6 km) da cabeceira da pista, a uma velocidade de 395 km/h. A aeronave explodiu com o impacto e um grande incêndio se seguiu como resultado. De acordo com o relatório do acidente, o acidente e a explosão resultantes abriram uma cratera de 39 por 24 pés (12 m × 7,3 m) e 15 pés (5 m) de profundidade. Todos a bordo morreram instantaneamente, e uma menina de oito anos que vivia perto do local da queda caiu ao chão com a força do impacto, sofrendo ferimentos leves.

## Investigação
O Conselho Nacional de Segurança nos Transportes (NTSB) iniciou uma investigação que durou 21 meses.
Apesar da caixa protetora externa do gravador de dados de voo estar danificada, a fita de dados interna estava intacta e todos os dados foram recuperados e analisados.  Cinco parâmetros foram registrados pelo gravador de dados: rumo, altitude, velocidade, aceleração (fator de carga) e manipulação do microfone. O gravador de dados não registrou dados de deflexão do leme, aileron ou spoiler, o que poderia ter auxiliado o NTSB na reconstituição dos momentos finais do avião. Os dados disponíveis provaram ser insuficientes para estabelecer o motivo do avião ter repentinamente entrado em um mergulho fatal. O NTSB considerou as possibilidades de um mau funcionamento do servosistema do controle de potência do leme, que poderia ter causado a reversão do leme e o efeito que os poderosos ventos estacionários das Montanhas Rochosas poderiam ter contribuído para a queda da aeronave, mas não houve evidências suficientes para provar qualquer uma das hipóteses.
O gravador de voz da cabine também foi danificado, mas a fita de dados interna também estava intacta. No entanto, a fita de dados tinha vincos, resultando em uma qualidade de reprodução ruim. O gravador de voz determinou que os pilotos deram uma resposta verbal e possivelmente física à perda de controle. A seguir está um trecho dos últimos dois minutos do Voo 585, começando dois minutos antes do impacto (a gravação completa começou antes do Voo 585 decolar de Stapleton):
| Transcrição dos últimos dois minutos do gravador de voz do cockpit do vôo 585 da United Airlines (os horários são expressos em MST)                               |                                                      | |
| # = Palavra obscena excluída; * = Palavra ininteligível; () = Texto questionável; [] = Comentário; - = Corte na continuidade; Sombreamento = comunicação de rádio |                                                      | |
| Tempo | Fonte                                                | Conteúdo |
| 09:41:20 | Capitão                                              | Flaps vinte e cinco.                                                                                                |
| 09:41:23 | Torre de controle de Colorado Springs                | United cinco oitenta e cinco, após o pouso, segurar a pista três zero para o tráfego de partida na pista três zero. |
| 09:41:25 | [Som semelhante ao aumento da potência de um motor]. | [Som semelhante ao aumento da potência de um motor].                                                                |
| 09:41:30 | Capitão                                              | Começando a descer.                                                                                                 |
| 09:41:31 | Primeiro oficial (para a torre de Colorado Springs)  | Vamos segurar menos de três zero, United cinco oitenta e cinco.                                                     |
| 09:41:33 | Primeiro oficial                                     | Isso é até o final de nossa pista não * não significa nada.                                                         |
| 09:41:39 | Capitão                                              | Sem problema. |
| 09:42:05 | [Som de canal de rádio dois]                         | [Som de canal de rádio dois]                                                                                        |
| 09:42:08 | Primeiro oficial                                     | O marcador está identificado agora, é realmente fraco.                                                              |
| 09:42:11 | Capitão                                              | Sem problema. |
| 09:42:29 | Primeiro oficial                                     | (Nós tivemos) uma mudança de dez nós aqui.                                                                          |
| 09:42:31 | Capitão                                              | Sim, eu sei… muita potência para manter essa... velocidade do ar.                                                   |
| 09:42:38 | Primeiro oficial                                     | A pista tem ah um comprimento de 11.000 pés                                                                         |
| 09:42:42 | Capitão                                              | Okay. |
| 09:43:01 | Primeiro oficial                                     | Outro ganho de 10 nós.                                                                                              |
| 09:43:03 | Capitão                                              | Flaps trinta. |
| 09:43:03 | [Som similar ao nivelador de flaps]                  | [Som similar ao nivelador de flaps]                                                                                 |
| 09:43:08 | Primeiro oficial                                     | Uau. |
| 09:43:09 | [Som semelhante a redução da potência de um motor]   | [Som semelhante a redução da potência de um motor]                                                                  |
| 09:43:28 | Primeiro oficial                                     | Estamos a mil pés.                                                                                                  |
| 09:43:32 | Primeiro oficial                                     | Oh Deus (inversão)-                                                                                                 |
| 09:43:33 | Capitão                                              | Flaps quinze. |
| 09:43:34 | Primeiro oficial                                     | Quinze. |
| 09:43:34.4 | Primeiro oficial                                     | Oh. |
| 09:43:34.7 | Capitão                                              | Oh! [Alta exclamação]                                                                                               |
| 09:43:35.4 | Primeiro oficial                                     | #. |
| 09:43:35.5 | [Som de clique similar ao nivelador de flaps]        | [Som de clique similar ao nivelador de flaps]                                                                       |
| 09:43:35.7 | Capitão                                              | #. |
| 09:43:36.1 | [Som de clique similar ao nivelador de flaps]        | [Som de clique similar ao nivelador de flaps]                                                                       |
| 09:43:36.5 | Capitão                                              | Não! [Bem alto] |
| 09:43:37.4 | [Som de clique similar ao nivelador de flaps]        | [Som de clique similar ao nivelador de flaps]                                                                       |
| 09:43:37.5 | Primeiro oficial                                     | Oh #. |
| 09:43:38.2 | Capitão                                              | Oh #. |
| 09:43:38.4 | Primeiro oficial                                     | Oh meu Deus... [som não identificável de um clique] oh meu Deus! [Um grito]                                         |
| 09:43:40.5 | Capitão                                              | Oh não (#). [Alta exclamação]                                                                                       |
| 09:43:41.5 | [Som do impacto - fim da gravação]                   | [Som do impacto - fim da gravação]                                                                                  |

Assim, o primeiro relatório do NTSB, emitido em 8 de dezembro de 1992, não concluiu com a usual "causa provável". Em vez disso, afirmou:
O Conselho Nacional de Segurança nos Transportes, após exaustivo esforço de investigação, não conseguiu identificar evidências conclusivas para explicar a perda do Voo United Airlines 585.
Esta foi apenas a quarta vez na história do NTSB que publicou um relatório final de acidente de aeronave com uma causa provável indeterminada.

### Eventos posteriores
Após fracassar em identificar a causa da queda do Voo 585, outro Boeing 737 caiu em circunstâncias muito semelhantes quando o Voo USAir 427 caiu enquanto tentava pousar na Pensilvânia em 1994.

### Investigação retomada e causa provável
O NTSB reabriu sua investigação sobre o Voo 585 em paralelo com a investigação sobre o Voo 427, devido à natureza semelhante das circunstâncias.
Durante a nova investigação do NTSB, foi determinado que a queda do Voo 585 (e mais tarde do Voo 427) foi o resultado de um mau funcionamento repentino da unidade de controle de potência do leme da aeronave. Outro incidente (não fatal) que contribuiu para a conclusão foi do Voo Eastwind Airlines 517, que teve um problema semelhante ao se aproximar de Richmond em 9 de junho de 1996. Em 27 de março de 2001, o NTSB emitiu um relatório atualizado para o Voo 585, que descobriu que os pilotos perderam o controle do avião por causa de um mau funcionamento mecânico. A investigação renovada concluiu com uma "causa provável" que afirmava:
O Conselho Nacional de Segurança nos Transportes determina que a causa provável do acidente com o Voo United Airlines 585 foi uma perda de controle do avião resultante do movimento da superfície do leme até seu limite de funcionamento. A superfície do leme provavelmente desviou em uma direção oposta àquela comandada pelos pilotos como resultado de um pane do escorregador secundário da servo válvula da unidade de controle de potência do leme principal para o deslocamento do alojamento da servo válvula de sua posição neutra e ultrapassagem do escorregador primário.

## Dramatização
A história do acidente foi destaque no episódio "Hidden Danger", na quarta temporada em 2007 da série canadense do National Geographic Channel, Mayday Desastres Aéreos, conhecido como Air Emergency nos EUA, Mayday na Irlanda e Air Crash Investigation no Reino Unido e no resto do mundo. No Brasil, o episódio é intitulado "Perigo Oculto".